# Giuseppe Abbamonti
Giuseppe Antonio Abbamonte, conegut com a Giuseppe Abbamonti (Caggiano, 21 de gener de 1759 – Nàpols, 9 d'agost de 1819) fou un polític, jurisconsult i patriota italià.
A Nàpols es va adherir als ideals jacobins i en 1794, implicat en una conspiració, va haver de fugir a Oneglia. Va viure a Loano i Milà, on en 1797 va publicar un projecte de "Lleis fonamentals d'una Itàlia Lliure". En la mateixa ciutat va fundar el Giornale dei Patrioti italiani, publicació d'ideologia republicana i unitària, i va col·laborar amb el Monitori italiano.
Col·laborà amb la França Revolucionària, rebent en 1798 el càrrec d'Inspector General del Ministeri de Policia de la República Cisalpina. Més tard, però, fou arrestat per desavinences polítiques. En 1799 va ser proclamada la República Napolitana. Abammonte va ser requerit per formar part del Govern Provisional. Va organitzar el tribunal de justícia i fou el primer president del Comitè Central i de la Comissió Executiva.
Participà en la defensa de la ciutat contra les tropes sanfedistes. Amb altres patriotes italians, es va rendir mitjançant un pacte que no va ser respectat pels vencedors. Aquests el van empresonar i més tard, la Junta d'Estat el va condemnar a mort. La pena va ser commutada per la de cadena perpètua.
Alliberat en 1801 es traslladà a Milà, per tornar a Nàpols definitivament en 1806, quan Josep Bonaparte esdevingué rei de la ciutat. Va desenvolupar papers importants en la magistratura, sent nominat Conseller d'Estat de Joachim Murat. Va romandre a la ciutat després de la restauració borbònica i, sota el regnat de Ferran I, va ser nominat Conseller de la Cort Suprema de Justícia.

## Obres
- Giuseppe Abbamonti, Saggio sulle leggi fondamentali dell'Italia libera. Dedicato al popolo italiano, Milano: dallo stampatore Luigi Veladini, anno 1° della liberta italiana, 1797.